# Ciolo degli Abati
Ciolo degli Abati, o Ciolo Abate o Ciollabate, è un personaggio fiorentino protagonista di un proverbio: È il tempo di Ciolo Abate, chi ha dare, addomanda. Anche il Lasca poeta (Le Rime) nel sonetto contro Alfonso de' Pazzi scrive: Il tempo mi par or di Ciollo Abate. Il filologo Pietro Fanfani nel Vocabolario alla parola Ciollabate ne spiega il significato: chi sbaglia, invece di scusarsi, incolpa la persona contro cui ha sbagliato.

## Origine
La fonte del proverbio è una Provvisione dei Consigli maggiori del Comune di Firenze del 27 marzo 1291. Fu emanata a seguito di una richiesta di Ciolo degli Abati e dei suoi fratelli per il risarcimento di un cavallo danneggiato nella battaglia a Certomondo di Campaldino contro gli aretini l'11 giugno 1289, secondo quanto stabilito dal Potestà Guido da Polenta il 17 novembre 1290. Tuttavia Ciolo aveva dimenticato o non si era curato di avere un forte debito verso il Comune per la gabella del vino e, come usava allora, verso chi n'era stato il suo mallevadore. Si spiega così l'origine del proverbio: Ciolo, che doveva dare, invece richiedeva.
Ciolo degli Abati viene ricordato anche da Francesco Petrarca come "infame" (Epistole). Era stato bandito da Firenze nel 1291 e poi amnistiato. Morì avanti il 1333.

## Ciolo e Dante
Nell'Epistola XII, destinata a un suo amico fiorentino, Dante fa un riferimento a Ciolo degli Abati. Ciolo fu infatti l'unico degli Abati a cui non venne applicata la "riforma di Messer Baldo d'Aguglione", un decreto del 2 settembre 1311 sugli esiliati contumaci, tra cui Dante stesso. Il decreto concedeva l'amnistia agli esuli fiorentini, per placare le ostilità e il clima di tensione che si respirava in vista dell'imminente discesa di Enrico VII in Italia.
L'accenno a Ciolo nell'Epistola è dovuto al fatto che il provvedimento concedeva l'amnistia a Ciolo, ma non a Dante. Dante si chiede come sia possibile che un malfattore come Ciolo abbia la possibilità di rientrare a Firenze e non lui, uomo dedito allo studio della filosofia messo a paragone con un delinquente qualsiasi. 
Absit a viro phylosophie domestico temeraria tantum cordis humilitas, ut more cuiusdam Cioli et aliorum infamium quasi vinctus ipse se patiatur offerri!»
(Dante Alighieri, Epistole, XII, vv. 5-6)